# 尊盧氏
尊盧氏（そんろし、ピンイン:zūn lú shì）は、古国時代の氏族である。昔は容成氏であったとされる。また、この氏族出身の帝王が1人しかいないため、そのことを指す場合もある。『荘子・外篇・胠箧』によれば、性別は男であったとされる。

## 姓
姓は不明だが、他の氏の記述から同様に風姓であると考えられる。

## 統治
尊盧氏から執政になった秦槍は、紀元前6358年に尊盧氏の政治活動の中心であった盧氏城（現在の河南省三門峡市盧氏県沙河郷三角村）で生まれたとされる。盧氏研究会副会長兼事務総長の武金鐘は10年にわたる研究の結果、当時の尊盧氏の長の尊称が盧氏であったとした。また、戦国時代に書かれた『尚書』『禹貢』の記述によると、とあり、豫州の四本の河川は禹が伊河・洛河に疏を実施した所である。この2本は盧氏の領域内にある。また『尚書』『禹貢』には、（導）熊耳、外方、桐柏至陪尾。という記述もある。外方は嵩山のことで、陪尾山は安陸北にあった。その中に熊耳の盧氏の領域があったという。

## 後世
戦国時代の五帝に関する書物では、盧氏の地を禹が何度も訪れ、尊盧氏の民を率いて疏という方法の治水に取り組み、山を切り拓いたりしたという記述があるが、これは比較的正しいとされる。この計画は大きく、所要期間や範囲はかなり大きかったものとみられる。地質情報からも、盧氏の地は海面下にあったが、陸地となり、大小の湖が点在するようになった事が分かっている。盧氏盆地は大きな湖、沙河・両岔河は川、三門・水峪河・船子峪はいずれも小さな湖となり、水を岔河に流すために作ったものであるとされ、現地調査から、山河口・窄底河・青石関などでは掘削跡が発見されている。